# Wang Lili
Wang Lili (Jiamusi, 8 de setembro de 1992) é uma jogadora chinesa de basquete profissional.
Ela conquistou a medalha de bronze nos Jogos Olímpicos de Verão de 2020 na disputa 3x3 feminino com a equipe da China, ao lado de Wan Jiyuan, Yang Shuyu e Zhang Zhiting.